# برايتون (مقاطعة ماراثون)
برايتون، مقاطعة ماراثون (بالإنجليزية: Brighton, Marathon County, Wisconsin)‏ هي بلدة تقع بولاية ويسكونسن في الولايات المتحدة. تبلغ مساحتها 88.7 (كم²)، وترتفع عن سطح البحر 399 م، بلغ عدد سكانها 612 نسمة في عام 2010 حسب إحصاء مكتب تعداد الولايات المتحدة .

## وصلات خارجية
- The US50 - Cities and Towns in Wisconsin State
- Wisconsin Cities and Towns, Facts, Map, Flag, Colleges, Government, and More